# Vratja vas
Vratja vas – miejscowość w Słowenii w gminie Apače.